# Telubaffären
Telubaffären var en svensk politisk affär, som var mycket uppmärksammad i början av 1981. Det statliga företaget Telub hade 1979 skrivit kontrakt att utbilda libyer inom teleteknik. När det 1981 framkom att den tekniska utbildningen även hade vissa militära användningsområden, blev pressen mot företaget sådan att såväl Telub som Libyen ansåg det vara bäst att avbryta verksamheten. Utbildningen genomfördes istället av ett tyskt företag.
Fallet Telub togs upp i riksdagen och behandlades av Konstitutionsutskottet. Regeringen tillsatte även Telubutredningen för att granska affären. Den folkpartistiske riksdagsmannen Olle Wästberg var starkt engagerad.

## Bakgrund
Mot mitten av 1970-talet satsade många av världens teleindustrier på att sälja även teknisk utbildning. Det statliga företaget Telub i Växjö beslutade därför att utöver den tidigare verksamheten, som främst bestod av underhåll av försvarsmateriel, också försöka sälja teknisk utbildning.

## Förhandlingar
År 1977 kontaktades företaget av en representant för den libyska försvarsmakten rörande möjligheterna att köpa viss utbildning. Denna avsåg utbildning av teletekniker och teleingenjörer på gymnasienivå, syftande till kompetens för högskolestudier. Utbildningens längd varierade mellan tre och fyra år. Eleverna förväntades ha förkunskaper ungefärligen motsvarande genomgången grundskola.
Under de fortsatta förhandlingarna hade Telub vid olika tillfällen under åren 1977 och 1978 orienterat Utrikesdepartementet och Krigsmaterielinspektionen. Ärendet hade föredragits för utrikesminister Karin Söder i december 1977. Inom Utrikesdepartementet ansåg man att även om frågan var olustig, så saknade regeringen formell möjlighet att stoppa den. Från den svenska ambassaden i Tripoli hade Utrikesdepartementet fått varningssignaler. I hård konkurrens med flera stora internationella företag lyckades Telub efter långa förhandlingar i mars 1979 skriva kontrakt med Libyen om utbildning av 96 ungdomar i Växjö. När företaget gav offentlighet åt att man fått kontraktet, i hård utländsk konkurrens, lovordades detta i pressen. För genomförandet av utbildningen iordningställdes särskilda för verksamheten anpassade lokaler liksom förläggningar med mera i direkt anslutning till Telubs anläggningar i Växjö.

## Utbildningen
När eleverna från Libyen hade anlänt i mars 1980 visade det sig att deras förkunskaper var betydligt lägre än vad som uppgivits vid kontraktsförhandlingarna. Telub fick därför bedriva viss grundläggande utbildning innan den kontrakterade utbildningen kunde inledas.

## Kritik
Frågan tog en ny vändning när tidningen Expressen i en artikel hävdade att Telub utbildade blivande terrorister från Libyen i Växjö. En av de mest högljudda kritikerna var den folkpartistiske riksdagsmannen Olle Wästberg. Det framkom senare i januari 1981 att den tekniska utbildningen även hade vissa militära användningsområden, vilket Telub inte hade klargjort då kontraktet på libysk begäran var hemligt. Eleverna hade genomfört en kortare tids militär tjänstgöring och avsågs efter utbildningen tjänstgöra i den libyska luftförsvarsorganisationen. Några svenska försvarshemligheter avslöjades dock inte.
Telub framförde inledningsvis att verksamheten hade stöd i det avtal som slöts mellan Sverige och Libyen år 1974 med syftet att bistå Libyen med viss utbildning. Även om det inte fanns någon laglig grund för att tvinga Telub att avbryta verksamheten blev pressen mot företaget och Libyen emellertid sådan att såväl Telub som Libyen ansåg det vara bäst att avbryta verksamheten varefter eleverna återvände till Libyen. Ett tyskt företag övertog därefter kontraktet.

## Konstitutionsutskottet och Telubutredningen
Bland annat genom presskampanjen kom ärendet att tas upp i Sveriges riksdag och även behandlas av Konstitutionsutskottet. De socialdemokratiska reservanterna ansåg att Telubärendet ej handlagts med tillräcklig omsorg av statsråden Karin Söder (utrikesminister), Staffan Burenstam Linder (handelsminister) och Eric Krönmark (försvarsminister). Av riksdagen prickades statsrådet Burenstam Linder för sin handläggning. Statsråden Söder och Krönmark undgick prickning då två av Vänsterpartiet kommunisternas ledamöter oväntat beslöt sig för att inte rösta för prickning i deras fall.
Regeringen tillsatte också Telubutredningen, under ordförandeskap av Carl Åbjörnsson, för att närmare granska affären. Utredningen redovisade sina slutsatser i betänkandet "Telubaffären".